# Badger River
Der Badger River ist ein Fluss im Westen des australischen Bundesstaates Tasmanien, westlich der West Coast Range.

## Geografie
Der Fluss entspringt auf dem Professor Plateau östlich der Henty Road (B27), rund 13 Kilometer südlich von Zeehan, und fließt nach Westen. Er unterquert die Henty Road und mündet im Bereich der Henty Dunes in den Henty River.